# ستيفن بينس
ستيفن بينس (بالإنجليزية: Stephen Baynes)‏ راقص باليه ومصمم رقصات أسترالي، ولد في عام 1956، في مدينة أديلايد عاصمة ولاية جنوب أستراليا.